# Niño Josele
Niño Josele (* 24. April 1974 in Almería als Juan José Heredia) ist ein spanischer Flamenco-Gitarrist und gilt als großes Talent: Sogar Chick Corea gehört zu seinen Fans. Er widmet sich einem erneuerten Flamenco, den er stilistisch um Elemente des Jazz bereichert. Seine Inspiration bezieht er auch aus der Klassik und speziell der Zwölftonmusik. 

## Leben und Wirken
Josele, der aus einer Familie klassischer Flamencomusiker stammt und der Roma-Ethnie angehört, lernte das Gitarrenspiel von seinem Vater, der selbst Gitarrist war und ihm die ersten Schritte auf der Gitarre beibrachte. Mit 22 Jahren gewann er den Wettbewerb junger Interpreten auf der Flamenco-Biennale in Sevilla.
Zunächst eher am klassischen Flamenco orientiert, hat er 2006 mit Paz ein Album vorgelegt, das Kompositionen von Bill Evans, aber auch von Steve Swallow, Freddy Cole und Paul Simon mit diesem Stil fusionierte. Er arbeitete vor allem mit Flamenco-Musikern wie Paco de Lucía, Pepe de Lucía, Camarón de la Isla, dessen unzertrennlichen Gefährten El Cigala, Jorge Pardo, El Chocolate, Tomatito, Duquende, Montse Cortés, Remedios Amaya und Enrique Morente sowie den Jazzmusikern Jerry González und Marc Johnson. Es ergaben sich aber Kooperationen mit Vertreten der Popmusik wie Lenny Kravitz, Alicia Keys, Andrés Calamaro, Joan Manuel Serrat und Elton John. Auch im Fado-Genre tummelte er sich schon im Zusammenspiel mit María Berasarte.

## Diskografie
- 1995: Calle Ancha
- 2001: El Sorbo mit Javier Limón und den Musikern Javier Limón (Klavier und Keyboard), Lucky Losada (Percussion), Israel Porrina „Piraña“ (Violine), Bernardo Parrilla (Gitarre), Juan José Suárez „Paquete“, Lucas Vargas und José Heredia (Klatschen), Diego El Cigala, José El Francés, Esperánza Fernández, Montse Cortés, Pepe Luis Carmona, Juan Antonio Salazar und Sara Baras
- 2002: Teatro Real mit Diego El Cigala (wurde live am 25. Juli 2002 im Teatro Real in Madrid aufgenommen)
- 2003: Niño Josele
- 2006: Paz
- 2009: La venta del alma
- 2009: Española
- 2012: El mar de mi ventana
- 2014: Chano & Josele mit Chano Domínguez
- 2014: Amar en paz mit Estrella Morente

## Als Gastmusiker
- 2000: Entre Vareta y Canasta von Diego El Cigala und Javier Limón
- 2001: Corren tiempos de alegría von Diego El Cigala und Javier Limón mit Bebo Valdés (Piano), Jerry González  (Trompete und Congas), Jorge Pardo (Flaute), Ramón Porrina (Percussion), Israel Porrina "Piraña", Sabú Porrina, Alex Hernández Coros (Kontrabass), Loli Abadía, Fili Navarro, José Losada und Los Pirates del Flamenco (Palmas)
- 2001: Siete ríos celestes von Jose Sóto Sorderita (Gitarre und Gesang; ehem. Ketama), Jose Losada und Paquete
- 2002: El Corazón de mi gente von Pepe de Lucía mit Parrita, Vicente Amigo, Malú, Tomatito, Manzanita, Remedios Amaya, Juan Manuel Cañizares, Camela
- 2002: Y Los Piratas Del Flamenco von Jerry González
- 2002: Brillo de luna von Guadiana mit Viejín, Juan Carmona (Ketama), José Miguel Carmona (Ketama), Caracolillo, Paquete, Montoyita, Manuel Parrilla, Camarón de Pitita, Jesús del Rosario
- 2003: El pequeño reloj von Enrique Morente mit Pepe Habichuela
- 2003: Daray von Chonchi Heredia mit José Luis Garrido, Juan Carmona, Angie Bao, Carles Benavent
- 2003: Lágrimas Negras von Bebo Valdés und Diego El Cigala mit Javier Colina, Paquito D’Rivera, Federico Britos, Israel Porrina Piraña und Caetano Veloso
- 2004: La Rosa Blanca von Montse Cortés mit Farruquito, Tomatito und Potito
- 2004: Tributo flamenco a Don Juan Valderrama von Pepe de Lucía mit José El Francés
- 2004: El cantante von Andrés Calamaro mit Jerry González
- 2004: Y los piratas del flamenco von Jerry González mit Piraña und Diego El Cigala
- 2005: Vientos Flamencos von Jorge Pardo mit Juan Diego, Antono Serrano, Piraña, Jorge Palomo, Diego Amador, Luis Amadro, Dr. Kelly, Cora Pardo, Antonio Gómez, Victor Merlo, Tino di Geraldo, Antonio Ximenez, Moy Natenzon
- 2005: Limón von Javier Limón (Komposition) mit Bebo Valdés, Andrés Calamaro und Jerry González
- 2006: La Negra von La Negra mit Javier Limón und Jerry González
- 2009: Todas las horas son viejas von María Berasarte mit José Peixoto
- 2012: Huellas von Jorge Pardo
- 2012: Mano a mano: Un tributo a Manzanero von Enrique Heredia Negri

## Film
Er spielt im Film gelegentlich in Gastrollen den Flamenco-Gitarristen, so im Jahr 2000 in dem spanischen Film Los almendros – Plaza nueva und 2011 in dem österreichischen Film Black Brown White.